# Nephthea setoensis
Nephthea setoensis är en korallart som beskrevs av Huzio Utinomi 1954. Nephthea setoensis ingår i släktet Nephthea och familjen Nephtheidae. Inga underarter finns listade i Catalogue of Life.